# Fórmula de Simpson
Em análise numérica, a fórmula de Simpson (em nome de Thomas Simpson, um matemático inglês) também conhecida como regra de Simpson é uma forma de se obter uma aproximação da integral definida
{\displaystyle \int _{a}^{b}f(x)\,dx\,\,.}
A regra de Simpson baseia-se em aproximar a integral definida pela área sob arcos de parábola que interpolam a função.

## Derivação da fórmula de Simpson

A função f(x) (em azul) é aproximada pela função quadrática P(x) (em vermelho).

Vamos considerar o intervalo [a,b] com b>a e seja  m o ponto central do intervalo (veja a figura ao lado).
Se os pontos (a,f(a)), (m,f(m)) e (b,f(b)) não forem colineares, ou seja, se não existir uma reta que passe pelos três pontos, existirá uma única parábola com eixo vertical que passa por todos esses três pontos. De fato, a equação de qualquer parábola com eixo vertical tem a forma {\displaystyle y=P(x)}, onde {\displaystyle P(x)} é um polinômio quadrático.
A fórmula de Simpson faz uma aproximação de {\displaystyle f(x)} pelo polinômio {\displaystyle P(x)} de grau no máximo 2 que admite o mesmo valor de {\displaystyle f(x)} em a, b, e no ponto central {\displaystyle m={\frac {a+b}{2}}}. Pode-se utilizar interpolação por polinômios de Lagrange para encontrar uma expressão para essa função polinomial.
{\displaystyle P(x)=f(a){\frac {(x-m)(x-b)}{(a-m)(a-b)}}+f(m){\frac {(x-a)(x-b)}{(m-a)(m-b)}}+f(b){\frac {(x-a)(x-m)}{(b-a)(b-m)}}}
Segue, através de um cálculo simples, que:
{\displaystyle \int _{a}^{b}f(x)\,dx\approx \int _{a}^{b}P(x)\,dx={\frac {b-a}{6}}\left[f(a)+4f\left({\frac {a+b}{2}}\right)+f(b)\right].}
O erro na aproximação da integral por meio da fórmula de Simpson é dado pela seguinte expressão:
{\displaystyle -{\frac {h^{5}}{90}}f^{(4)}(\xi ),}
com {\displaystyle h=(b-a)/2} e {\displaystyle \xi } um número entre {\displaystyle a} e {\displaystyle b}. Esta expressão do termo de erro significa que o método de Simpson é preciso (isto é, o termo de erro é zero) para qualquer polinomial inferior ou igual a 3 graus. Além disso, este método é a ordem 4 para qualquer função de quatro vezes continuamente diferenciável sobre [a, b].

## Fórmula de Simpson Composta

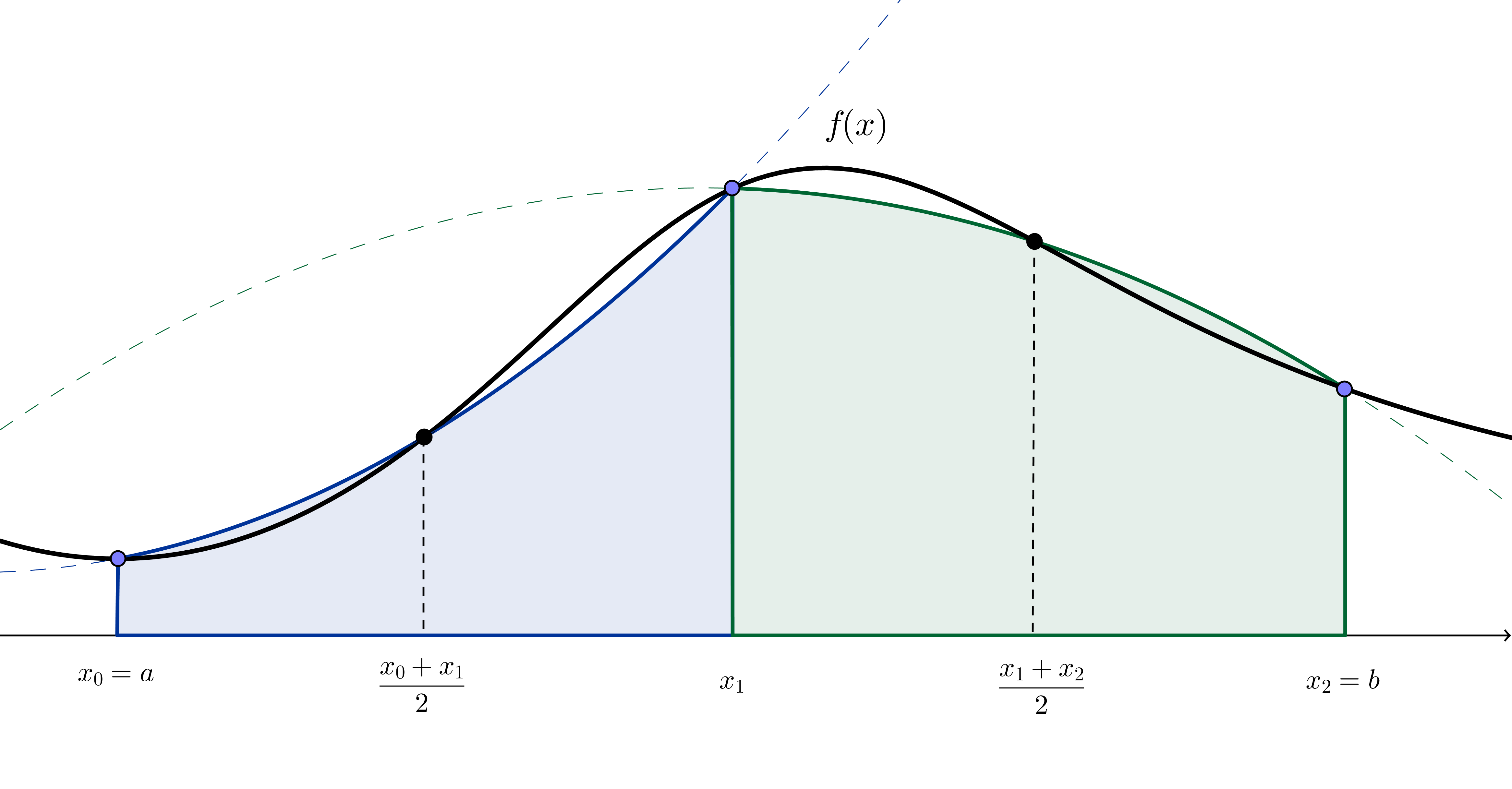
Fórmula de Simpson Composta

Vemos que a fórmula de Simpson fornece uma boa aproximação se o intervalo de integração {\displaystyle [a,b]} for pequeno, o que não acontece na maior parte dos casos. A solução óbvia é dividir o intervalo de integração em intervalos menores, aplicar a fórmula de Simpson para cada um destes e somar os resultados. Deste modo obtemos a fórmula de Simpson composta:
{\displaystyle \int _{a}^{b}f(x)\,dx\approx {\frac {h}{3}}{\bigg [}f(x_{0})+2\sum _{j=1}^{{\frac {n}{2}}-1}f(x_{2j})+4\sum _{j=1}^{\frac {n}{2}}f(x_{2j-1})+f(x_{n}){\bigg ]},}
onde {\displaystyle n} é o número de partes em que o intervalo {\displaystyle [a,b]} foi dividido com {\displaystyle n} par, {\displaystyle h=(b-a)/n} igual ao comprimento de cada sub-intervalo e {\displaystyle x_{i}=a+ih} para {\displaystyle i=0,1,...,n-1,n},
em particular, {\displaystyle x_{0}=a} e {\displaystyle x_{n}=b.}
A estrutura da expressão entre parênteses:{\displaystyle f(x_{0})} e {\displaystyle f(x_{n})} ocorrem com coeficiente {\displaystyle 1}; os {\displaystyle f(x_{2j})} com {\displaystyle 2j} par ocorrem com coeficiente {\displaystyle 2}; e os {\displaystyle f(x_{2j-1})} com {\displaystyle 2j-1} ímpar ocorrem com coeficiente {\displaystyle 4}. Alternativamente, pode-se reescrever a expressão da seguinte forma:
{\displaystyle \int _{a}^{b}f(x)\,dx\approx {\frac {h}{3}}{\bigg [}f(x_{0})+4f(x_{1})+2f(x_{2})+4f(x_{3})+...+4f(x_{n-2})+2f(x_{n-1})+f(x_{n}){\bigg ]}.}
A regra de Simpson composta admite um erro de truncamento que pode ser estimado conforme a seguinte expressão:
{\displaystyle -{\frac {h^{4}}{180}}(b-a)f^{(4)}(\xi ),}
Onde  {\displaystyle h} é o comprimento do "passo", dado por {\displaystyle h=(b-a)/n.}
Devido à sua simplicidade de implementação e sua alta precisão, este método é utilizado pela maioria das calculadoras para cálculos aproximados de integrais função explícitas.

## Exemplo
Utilizando a regra de Simpson repetida com {\displaystyle n=4} para calcular um valor aproximado para a integral 
{\displaystyle \int _{0}^{2}{\frac {dx}{1+x^{4}}}}
Solução: Temos {\displaystyle n=4:x_{0}=0,x_{1}={\frac {1}{2}},x_{2}=1,x_{3}={\frac {3}{2}},x_{4}=2}.
{\displaystyle f(x_{0})=1}
{\displaystyle f(x_{1})=}{\displaystyle {\frac {16}{17}}=0,941}⇒{\displaystyle 4f(x_{1})=3,764}
{\displaystyle f(x_{2})=}{\displaystyle {\frac {1}{2}}=0,5} ⇒ {\displaystyle 2f(x_{2})=1}
{\displaystyle f(x_{3})=}{\displaystyle {\frac {16}{97}}=0,165} ⇒{\displaystyle 4f(x_{3})=0,66}
{\displaystyle f(x_{4})=}{\displaystyle {\frac {1}{17}}=0,059}
{\displaystyle f(x_{0})+4*f(x_{1})+2*f(x_{2})+4*f(x_{3})+f(x_{4})=6,483}.
Pela Regra de Simpson obtemos o resultado:
{\displaystyle \int _{0}^{2}}{\displaystyle {\frac {dx}{1+x^{4}}}}≈ {\displaystyle {\frac {1}{6}}(6,483)=1,081}
Implementando a regra de Simpson 1/3 composta utilizando octave:
```
function
 
[x,fx,v]
 
=
 
Simpson
(
a,b,n,func
)

    
## 2013 Lesliê cardoso da silva (c)

    
h
 
=
 
(
b
-
a
)
/
n
;

    
x
 
=
 
a
:((
b
-
a
)
/
n
):
b
;

    
func
 
=
 
inline
(
func
);

    
for
 
i
 
=
 
1
:
length
(
x
)

        
fx
(
i
)
 
=
 
func
(
x
(
i
));

    
end

    
v
=
fx
(
1
)
+
fx
(
length
(
x
));

    
for
 
i
=
 
2
:
length
(
x
)
-
1

        
if
 
mod
(
i
,
2
)
 
==
 
0

            
v
+=
 
4
*
fx
(
i
);
 
        
else

            
v
+=
 
2
*
fx
(
i
);
   
        
end
 
    
end

    
v
 
=
 
h
/
3
*
v
;

endfunction

```

O exemplo acima poderia ser executado da seguinte forma no octave: [x,fx,v] = Simpson(0,2,4,'1/(1+x^4)')